# Mikołaj Ordyczyński
Mikołaj Jan Ordyczyński (ur. 12 grudnia 1891 w Leżajsku, zm. 13 lipca 1975 w Nowej Sarzynie) – podpułkownik artylerii Wojska Polskiego, magister prawa.

## Życiorys
Urodził się 12 grudnia 1891 w Leżajsku w rodzinie Leona i Anieli z Jarosiewiczów . Miał dziewięcioro rodzeństwa: Stefana, Władysława (zm. 1945), Antoniego Stanisława (ur. 1894), Cecylię (1896–1992), Waleriana (1902–1903), Stanisława (1904–1984), Wincentego (1907–1991), porucznika piechoty rezerwy Wojska Polskiego, Mariana Józefa ps. „Kuźma”, „Jeż” (1899–1989), członka POW, porucznika artylerii rezerwy Wojska Polskiego, odznaczonego Medalem Niepodległości i Marylę (ur. 1914) . Ukończył Miejskie Gimnazjum Realne w Leżajsku, a następnie studia prawnicze na Uniwersytecie Lwowskim . Współzałożyciel Polskiej Drużyny Strzeleckiej w Leżajsku .
W czasie I wojny światowej walczył w szeregach cesarskiej i królewskiej Armii. Jego oddziałem macierzystym był Pułk Armat Polowych Nr 29, w 1916 przemianowany na Pułk Armat Polowych Nr 2, a dwa lata później na Pułk Artylerii Polowej Nr 2. W czasie służby w c. i k. Armii awansował na chorążego ze starszeństwem z 1 maja 1915, a później podporucznika ze starszeństwem z 1 stycznia 1916 w korpusie oficerów rezerwy artylerii polowej i górskiej.
Ukończył Szkołę Wojskową w Paryżu . Uczestniczył w wojnie polsko-bolszewickiej. 9 września 1920 został zatwierdzony z dniem 1 kwietnia 1920 w stopniu kapitana, w artylerii, w grupie oficerów byłej armii austro-węgierskiej. Pełnił wówczas służbę w 8 Pułku Artylerii Ciężkiej. 1 czerwca 1921 pełnił służbę w 12 Dywizjonie Artylerii Ciężkiej.
W 1921 pracował jako nauczyciel języka niemieckiego w Miejskim Gimnazjum Realnym w Leżajsku [wymaga weryfikacji?].
3 maja 1922 został zweryfikowany w stopniu kapitana ze starszeństwem z 1 czerwca 1919 i 178. lokatą w korpusie oficerów artylerii, a 1 grudnia 1924 mianowany majorem ze starszeństwem z 15 sierpnia 1924 i 74. lokatą w korpusie oficerów artylerii. Z dniem 1 maja 1925 został przesunięty w 6 pułku artylerii ciężkiej we Lwowie ze stanowiska dowódcy III dywizjonu na stanowisko kwatermistrza. W sierpniu 1926 został przeniesiony z Dywizjonu Szkolnego Artylerii Dowództwa Okręgu Korpusu Nr VI do 3 pułku artylerii lekkiej Legionów w Zamościu na stanowisko dowódcy III dywizjonu. Później został przesunięty na stanowisko kwatermistrza. W listopadzie 1928 został przeniesiony do Centrum Wyszkolenia Artylerii w Toruniu. 14 grudnia 1931 został mianowany podpułkownikiem ze starszeństwem z 1 stycznia 1932 i 5. lokatą w korpusie oficerów artylerii. W październiku 1934 został przeniesiony do 5 pułku artylerii ciężkiej w Krakowie na stanowisko zastępcy dowódcy pułku. W 1938 został przeniesiony do 8 pułku artylerii lekkiej w Płocku na stanowisko dowódcy pułku. W sierpniu 1939, w czasie mobilizacji, objął obowiązki dowódcy Artylerii Dywizyjnej 8 Dywizji Piechoty. Na tym stanowisku do 11 września walczył w kampanii wrześniowej. Dostał się do niemieckiej niewoli. Przebywał w Oflagu II C Woldenberg . 31 stycznia 1945 powrócił do kraju. Mieszkał w Leżajsku, gdzie pracował w Spółdzielni Architraw .
Zmarł 14 lipca 1975 w Nowej Sarzynie. Pochowany razem z żoną Felicją (1907–1992) na Cmentarzu Komunalnym w Leżajsku (sektor SA2-IIIc-2) .

## Ordery i odznaczenia
- Złoty Krzyż Zasługi[26]
- Medal Niepodległości (24 października 1931)[27]